# Lijst van oorlogsmonumenten in Westland
De Nederlandse gemeente Westland heeft verschillende oorlogsmonumenten. Hieronder een overzicht.
| Nr.                             | Object                                                                                | Herdachte groep                                                                                  | Ontwerper                                                            | Onthulling        | Type               | Locatie                                            | Plaats             | Coördinaten                   | Foto                                                                                  |
| ------------------------------- | ------------------------------------------------------------------------------------- | ------------------------------------------------------------------------------------------------ | -------------------------------------------------------------------- | ----------------- | ------------------ | -------------------------------------------------- | ------------------ | ----------------------------- | ------------------------------------------------------------------------------------- |
| 301                             | Herdenkingsmonument                                                                   | algemeen                                                                                         | Jan de Baat                                                          | 4 mei 1995        | zuil               | Sportlaan 1, 2678 VG                               | De Lier            | 51° 58' 36" NB, 4° 14' 44" OL | Meer afbeeldingen                                                                     |
| 1009                            | Monument op de Algemene begraafplaats                                                 | burgerslachtoffers                                                                               | P.J. van Beurden                                                     | 4 mei 1970        | zuil               | Julianastraat, 2291 TP                             | Wateringen         | 52° 1' 36" NB, 4° 16' 16" OL  | Meer afbeeldingen                                                                     |
| 1038                            | Indië-monument                                                                        | militairen in dienst van het Ned. Kon. na 1945                                                   |                                                                      | 17 april 1996     | plaquette          | Larixlaan, 2681 EC                                 | Monster            | 52° 1' 32" NB, 4° 10' 21" OL  | Indië-monument                                                                        |
| 1039                            | Oorlogsmonument                                                                       | algemeen, militairen in dienst van het Ned. Kon. na 1945                                         | Hubert van Lith                                                      | 5 mei 1961        | beeld/sculptuur    | Larixlaan, 2681 C                                  | Monster            | 52° 1' 32" NB, 4° 10' 21" OL  | Meer afbeeldingen                                                                     |
| 1040                            | Nederlands grafmonument                                                               | militairen in dienst van het Ned. Kon. na 1945, militairen in dienst van het Ned. Kon. 1940-1945 |                                                                      |                   | begraafplaats/graf | Kerklaan 111a, 2685 EG                             | Poeldijk           | 52° 1' 17" NB, 4° 13' 13" OL  | Nederlands grafmonument                                                               |
| 1041                            | Monument voor Marcelis van Bemmel                                                     | verzet Nederland                                                                                 |                                                                      | 1945              | plaquette          | Vierschaar 1, 2671 ZV                              | Naaldwijk          | 51° 59' 14" NB, 4° 11' 56" OL | Monument voor Marcelis van Bemmel                                                     |
| 2020                            | Monument voor de Gevallenen                                                           | algemeen, verzet Nederland                                                                       | Mari Andriessen                                                      | 4 mei 1953        | beeld/sculptuur    | Verdilaan, 2671 VW                                 | Naaldwijk          | 51° 59' 38" NB, 4° 12' 39" OL | Meer afbeeldingen                                                                     |
| 2042                            | Oorlogsmonument                                                                       | algemeen, allen                                                                                  | ir. C. Wegener (witte zuil), Kees Buckens (zwarte zuil, gedenksteen) | 5 mei 1948        | zuil               | Vreeburghlaan                                      | 's-Gravenzande     | 52° 0' 19" NB, 4° 9' 39" OL   | Meer afbeeldingen                                                                     |
| 2071                            | Herdenkingsmonument. In 2014 is dit oorspronkelijke monument vervangen                | allen                                                                                            | Ellen Boswijk (20-04-1966)                                           | 4 mei 1993        | beeld/sculptuur    | Dorpskade 1, 2291 HN                               | Wateringen         | 52° 1' 23" NB, 4° 16' 23" OL  | Meer afbeeldingen                                                                     |
| 2071                            | Herdenkingsmonument                                                                   | allen                                                                                            | Carel Steijn, Het Westlands Kunstenaarscollectief WIT                | oktober 2013      | beeld/sculptuur    | Dorpskade 1, 2291 HN                               | Wateringen         | 52° 1' 23" NB, 4° 16' 23" OL  | Herdenkingsmonument                                                                   |
| 3146                            | Indië-monument                                                                        | militairen in dienst van het Ned. Kon. na 1945                                                   | Arnold Beugelsdijk                                                   | 28 september 2002 | plaquette          | Naaldwijkseweg 101 a, 2691 RD                      | 's-Gravenzande     | 51° 59' 46" NB, 4° 9' 44" OL  | Indië-monument                                                                        |
| 3580                            | Monument aan de Heijdseweg                                                            | algemeen                                                                                         |                                                                      | 19 december 1946  | plaquette          | Heijdseweg 1, 2681 VN                              | Monster            | 52° 1' 32" NB, 4° 10' 9" OL   | Monument aan de Heijdseweg                                                            |
|                                 | Plaquette ter dankbare herinnering aan de commissie tot leniginig van den voedselnood | slachtoffers van de hongerwinter                                                                 |                                                                      | zomer 1945        | plaquette          | Parochie St. Jan de Doper, Herenstraat bij 162     | Wateringen         | 52° 1' 34" NB, 4° 16' 51" OL  | Plaquette ter dankbare herinnering aan de commissie tot leniginig van den voedselnood |
|                                 | Gedenksteen op begraafplaats De Beukenhage                                            | 97 Britse mariniers die in dienst waren tijdens de Eerste Wereldoorlog                           |                                                                      |                   | gedenksteen        | Naaldwijkseweg 101a                                | 's-Gravenzande     | 51° 59' 43" NB, 4° 9' 36" OL  | Meer afbeeldingen                                                                     |
| Dit oorlogsmonument op Wikidata | Monument voor Fulps Vincentinus Valstar                                               | burgerslachtoffers                                                                               | Herman Diederik Janzen                                               |                   | buste              | Valstarplantsoen                                   | Naaldwijk          | 51° 59' 20" NB, 4° 12' 44" OL | Meer afbeeldingen                                                                     |
|                                 | Nederlands grafmonument                                                               | 3 militairen in dienst van het Ned. Kon. 1940-1945                                               |                                                                      |                   |                    | algemene begraafplaats, Julianastraat 17a, 2291 TR | Wateringen         | 52° 1' 34" NB, 4° 16' 11" OL  | Meer afbeeldingen                                                                     |
| Dit oorlogsmonument op Wikidata | Stolpersteine                                                                         | Vervolgden Nederland                                                                             | Gunter Demnig                                                        |                   | reliëf             | Zie Lijst van Stolpersteine in Westland            | Monster, Naaldwijk |                               | Meer afbeeldingen                                                                     |

Alblasserdam ·
Albrandswaard ·
Alphen aan den Rijn ·
Barendrecht ·
Bodegraven-Reeuwijk ·
Capelle aan den IJssel ·
Delft ·
Den Haag ·
Dordrecht ·
Goeree-Overflakkee ·
Gorinchem ·
Gouda ·
Hardinxveld-Giessendam ·
Hendrik-Ido-Ambacht ·
Hillegom ·
Hoeksche Waard ·
Kaag en Braassem ·
Katwijk ·
Krimpen aan den IJssel ·
Krimpenerwaard ·
Lansingerland ·
Leiden ·
Leiderdorp ·
Leidschendam-Voorburg ·
Lisse ·
Maassluis ·
Midden-Delfland ·
Molenlanden ·
Nieuwkoop ·
Nissewaard ·
Noordwijk ·
Oegstgeest ·
Papendrecht ·
Pijnacker-Nootdorp ·
Ridderkerk ·
Rijswijk ·
Rotterdam ·
Schiedam ·
Sliedrecht ·
Teylingen ·
Vlaardingen ·
Voorne aan Zee ·
Voorschoten ·
Waddinxveen ·
Wassenaar ·
Westland ·
Zoetermeer ·
Zoeterwoude ·
Zuidplas ·
Zwijndrecht